# Maiborodivka, Kremenciuk
Maiborodivka (în ucraineană Майбородівка) este localitatea de reședință a comunei Maiborodivka din raionul Kremenciuk, regiunea Poltava, Ucraina.

## Demografie
Componența lingvistică a localității Maiborodivka
     Ucraineană (92,63%)
     Rusă (6,09%)
     Alte limbi (0,28%)
Conform recensământului din 2001, majoritatea populației localității Maiborodivka era vorbitoare de ucraineană (92,63%), existând în minoritate și vorbitori de rusă (6,09%).